# Kami

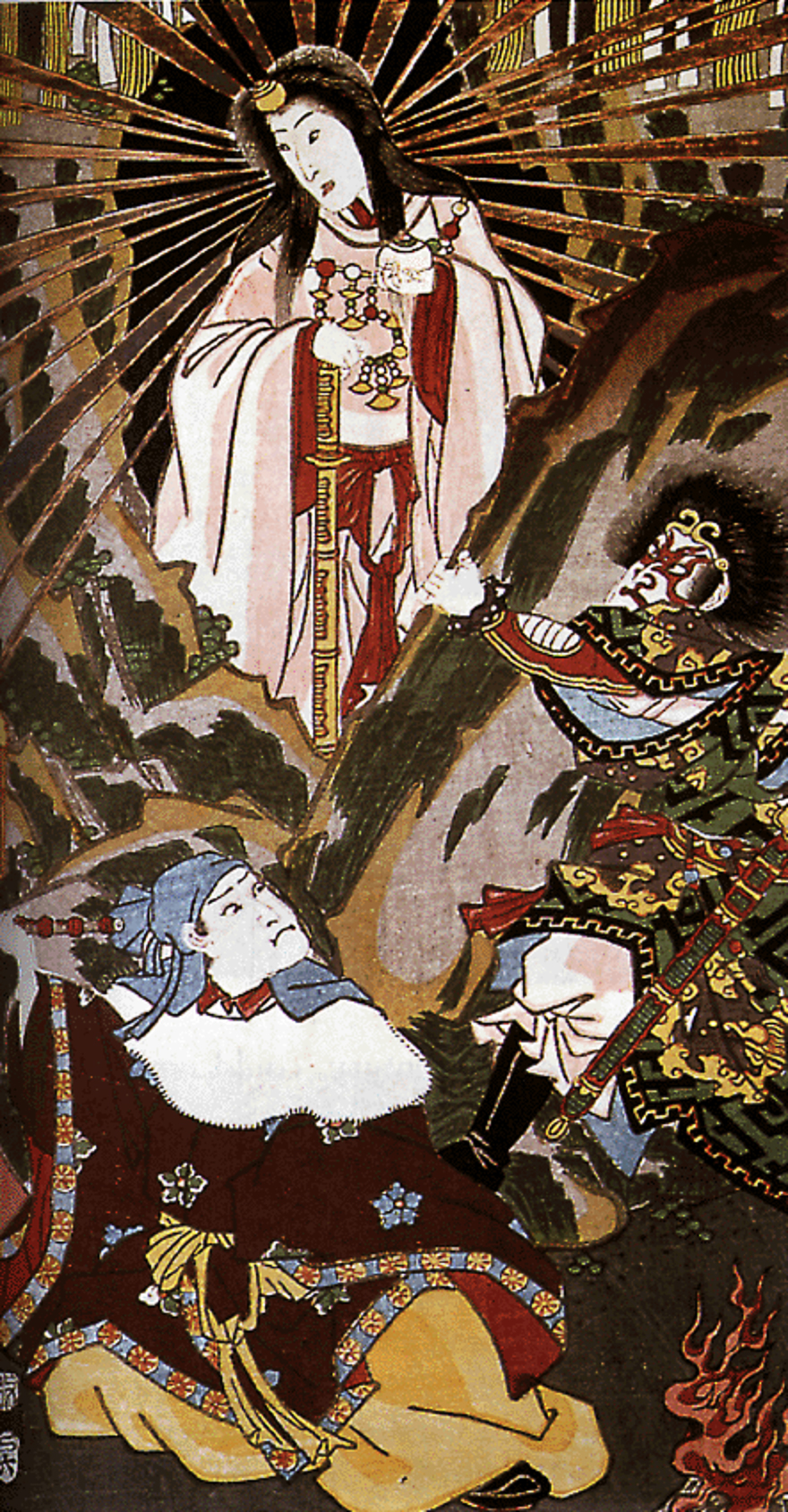
Amaterasu, jedna z hlavních kami šintoismu

U kořenů šintoismu stojí uctívání kami (神). Toto slovo, které se čte stejně jako znak „nahoře“ (上), se do cizích jazyků překládá obvykle jako bůh nebo božstvo, ale tento překlad není úplně správný. Patří pod něj pojem nejvyššího boha, bohové vyššího i nižšího řádu, přírodní síly, inteligence, zemřelí předkové i žijící lidé. Jednoduše se jedná o vše, co vzbuzuje podiv, nadšení, nejistotu nebo posvátnou hrůzu. Proto sem lze zařadit i přírodní jevy, hory, stromy, vodopády atd. Dokonce i řemeslné dovednosti, talenty a intuice mají svoje kořeny v této dimenzi zvané kami.
Kami jsou všeobsáhlá, všudypřítomná, ale mohou se projevovat na určitých místech (souvislostech, časech…) rovněž se někteří lidé mohou stát prostředníky, skrze něž kami mluví.
Existují:
- kami kosmologických mýtů – mytologie vzniku jap. ostrovů a císařské rodiny
- Kami přírod. jevů, živlů a přírodních procesů – např. hory moře nebo např. růstu
- Kami nižšího typu sídlící v určitých objektech – nápadného tvaru (jistá hora, strom, kámen)
- Kami umožňující lovecký úspěch – např. bůh rybářů
- Kami spojená se zemědělstvím – např. bohyně rýže nebo bohyně potravy
- Kami, představující lid. vlastnosti – sílu paží, inteligenci, talent,…
- Kami jednotlivých rodin, klanů nebo vesnic(jap.udžigami) – původem je pravděpodobně uctívání předků.
- Mimořádní jedinci, kteří dosáhnou stavu kami po smrti (jap. hikogami) – obvykle utrpěli násilnickou smrt a jako zlí duchové způsobují pohromy. Populární je kami Tendžin, což je duch učence Sugawary Mičizaneho z 9. století. Byl donucen uchýlit se do exilu, kde zemřel nešťastnou náhodou. Poté zasáhla hlavní město série katastrof. Aby se duch uklidnil, začali uctívat mrtvého učence jako patrona učenosti. Dnes tradičně pomáhá studentům, kteří pravidelně navštěvují svatyni, aby požádali o pomoc před zkouškou.
- Mimořádní jedinci, kteří dosáhnou stavu kami za života (jap. ikegami) – žili asketickým životem nebo patří mezi císařskou rodinu (např. japonský císař).

Mezi nejznámější kami patří:
- Amaterasu – bohyně slunce a světla.
- Fudžisan – sídlo dcery boha Honinigiho, ročně ji navštíví statisíce poutníků.
- Daikoku – bůh dobrého bydla v kuchyni, dnes představuje prosperitu a blahobyt. Je jedním z nejoblíbenějších bohů, protože tradičně přináší štěstí.